# Alexandre Peloplató
Alexandre Peloplató (en grec antic: Ἀλέξανδρος Πηλοπλάτων, llatí: Alexander Peloplaton) va ser un rètor de l'antiga Grècia del temps dels Antonins (segle ii). Era natural de Selèucia de Cilícia, motiu pel qual també és anomenat Alexandre de Selèucia.
El seu pare, també Alexandre de Selèucia, feia d'acusador als tribunals de justícia, feina amb la qual es va enriquir. Quan el fill encara era petit, el pare va morir, i va ser criat per l'amant de la seva mare, Apol·loni de Tíana, que es diu que es va enamorar de la dona per la gran bellesa que tenia. Va ser deixeble de Dionisi de Milet i, principalment, del filòsof Favorí.
La ciutat on vivia, Selèucia, el va enviar com ambaixador a l'emperador Antoní Pius per motius que es desconeixen. Es diu que l'emperador va ridiculitzar el jove per l'extravagància dels seus vestits. Va passar poc temps a la seva pàtria, i va impartir lliçons de retòrica a Antioquia, Roma, Tars i Egipte, i va estar al país dels etíops. Mentre era a Antioquia, va ser nomenat secretari grec d'Antoní Piusm que el 174 va fer la guerra a Pannònia contra els marcomans, i en el seu viatge va passar amb el seu secretari per Atenes, on Alexandre va tindre una discussió retòrica amb Herodes Àtic, després de la qual els dos homes es van convertir en amics i mutus admiradors.
No se sap ni l'any ni el lloc on va morir. Filòstrat en dona diverses versions, i en fa una nota biogràfica a la seva obra Vides dels sofistes (Βίοι Σοφιστῶν). Va ser un dels grans retòrics del seu temps, i va ser elogiat per la qualitat del seu estil i per l'audàcia dels seus pensaments. No se sap que hagués escrit res, però Filòstrat va recollir algunes de les seves frases i temes sobre els quals va fer discursos.